# جيسون هارت (كرة سلة)
جيسون هارت (بالإنجليزية: Jason Hart)‏ مواليد 29 أبريل 1978 في لوس أنجلوس، هو لاعب كرة سلة أمريكي سابق أصبح مدرباً بدأ مسيرته الاحترافية في سنة 2000. اعتزل اللعب في 2010. هو حاليا مدرب مساعد في جامعة كاليفورنيا الجنوبية.

## روابط خارجية
- جيسون هارت على موقع إن بي أي (الإنجليزية)
- جيسون هارت على موقع سبورتس رفرنس (الإنجليزية)
- جيسون هارت على موقع كرة السلة الأوروبية.كوم (الإنجليزية)
- جيسون هارت على موقع كلية كرة السلة في سبورتس رفرنس.كوم (الإنجليزية)
- جيسون هارت على موقع ريلجم (الإنجليزية)
- جيسون هارت على موقع بروبوليرز (الإنجليزية)
- جيسون هارت على موقع سبورتس رفرنس (الإنجليزية)
- جيسون هارت على موقع سبورتس رفرنس (الإنجليزية)